# Rivière Lachance (rivière Gosselin)
Pour les articles homonymes, voir Lachance.
La rivière Lachance est un cours d'eau dont l'embouchure se déverse dans la rivière Gosselin, un affluent de la rivière Nicolet dans la ville de Victoriaville, dans la municipalité régionale de comté (MRC) de Arthabaska, dans la région administrative du Centre-du-Québec, au Québec, au Canada.
Ce ruisseau coule en zones agricoles et urbaines.

## Géographie
Les bassins versants voisins de la rivière Lachance sont :
- côté nord : rivière Bulstrode, rivière l'Abbé ;
- côté est : rivière Gosselin ;
- côté sud : rivière Nicolet ;
- côté ouest : rivière Nicolet.

La rivière Lachance prend sa source à l'ouest de la route Demers, au nord du hameau de Saint-Norbert-d'Arthabaska.
La rivière coule plus ou moins en parallèle (du côté ouest) à la rivière Gosselin.
La rivière Lachance se déverse sur la rive est de la rivière Gosselin, dans une zone au nord-est de la ville de Victoriaville, soit dans la petite vallée dominée par le mont Saint-Michel. Sa confluence est située à 3,8 km en amont de la confluence de la rivière Gosselin (rivière Nicolet) avec la rivière Nicolet.

## Toponymie
Le toponyme rivière Lachance a été officialisé le 7 août 1978 à la Banque des noms de lieux de la Commission de toponymie du Québec.